# Ramos Mejía
Ramos Mejía – miasto w Argentynie, w prowincji Buenos Aires.
Miasto zajmuje powierzchnię 11,9 km², a populacja wynosi 97.076 (INDEC, 2001).